# Chiesa di Santa Lucia (San Bonifacio)
La chiesa di Santa Lucia è la chiesa parrocchiale di Lobia, frazione di San Bonifacio in provincia di Verona e diocesi di Vicenza; fa parte del vicariato di San Bonifacio-Montecchia di Crosara, più precisamente dell'Unità Pastorale San Bonifacio.

## Storia
In una bolla pontificia di Papa Lucio III del 1185 viene citata per la prima volta le chiese di San Zeno e San Vito, oggi non più esistenti, entrambe dipendenti dall’Abbazia di San Pietro in Villanova.
Nella più antica mappa di San Bonifacio, risalente alla metà del Quattrocento, e in quella di poco posteriore detta dell’Almagià, il paese di Lobia è rappresentato da quattro case allineate sulla strada che congiunge San Bonifacio a Lonigo e non risulta nessuna chiesa.
Nel 1466 Lobia entrò a far parte del Comune di San Bonifacio e solo nel 1568 abbiamo la prima traccia della chiesa di Santa Lucia in una mappa. In essa il centro del paese è già ben definito e la chiesa ha la facciata rivolta ad occidente, un rosone, due finestre ai lati e un campanile a vela sul lato posteriore. Già in questa mappa il confine tra i territori veronese e vicentino passa per l’abitato come avviene oggi, ma risale al 1645 l’accordo tra gli abitanti di Lobia veronese e Lobbia vicentina di dividersi le spese per la manutenzione della chiesa.
Nel 1863 la chiesa fu rimodernata con una nuova facciata neoclassica e nel 1895 ottenne di avere il fonte battesimale, essendo allora chiesa sussidiaria della parrocchia di Locara.
Nel 1925 divenne parrocchia autonoma ed è lo stesso anno in cui la chiesa fu ampliata con le due navate laterali

## Descrizione

### Esterno
La facciata è a salienti, rivolta verso occidente, mostrando la suddivisione interna dell’edificio.
Essa conserva il portale con timpano spezzato dell’antica chiesa e, forse, anche l’oculo. Quattro lesene tuscaniche sorreggono la trabeazione e il timpano. Al culmine della facciata vi è una grande croce metallica.
Le due navate laterali presentano un portale e una finestra rettangolare. La loro costruzione ha tolto slancio all’originario corpo centrale.

### Interno
La chiesa è a tre navate, con le laterali divise da quella centrale da due file di serliane sostenute da colonne ioniche marmoree.
Anche nell’arco trionfale torna il motivo della serliana, mentre il soffitto della navata è piano (in passato doveva essere una volta a tutto sesto.
Nelle navate laterali vi sono due altari barocchi appartenenti alla chiesa quattrocentesca. A sinistra quello di Sant'Antonio di Padova, risalente al 1739, a destra quello della Madonna del Rosario, datato 1697. Sempre sul lato destro vi è una pala seicentesca, forse proveniente dall’antico altare maggiore, raffigurante San Zeno, San Rocco e Santa Lucia che si presentano alla Beata Vergine Maria in trono col Bambino.
Nell’abside vi è un affresco, raffigurante il Buon Pastore, come nel soffitto della navata Santa Lucia che sale verso il cielo, opera di Federico Pillan del 2020, dipinta al di sopra di analogo soggetto affrescato prima da Dino Menato nel 1944 e poi da Marco Marchi nel 1983.

## Campanile e campane
Sul lato sinistro della chiesa, addossato a parte della navata, vi è il campanile, completato nel 1908. A pianta quadrata, con base rinforzata, presenta una cella campanaria con un’apertura rettangolare per lato e balaustra. In alto la balaustra sui quattro lati, un tamburo ottagonale e la copertura conica su cui svetta una croce metallica
Il concerto campanario collocato nella torre è composto da 5 campane in FA3 montate alla veronese e suonabili solo automaticamente. Questi i dati del concerto:
1 – FA3 - diametro 1013 mm - peso 582 kg - Fusa nel 1930 da Cavadini di Verona
2 – SOL3 - diametro 897 mm - peso 390 kg – Fusa nel 1908 da Cavadini di Verona
3 – LA3 – diametro 803 mm - peso 286 kg - Fusa nel 1928 da Cavadini di Verona
4 – SIb3 - diametro 750 mm - peso 232 kg - Fusa nel 1908 da Cavadini di Verona
5 – DO4 - diametro 668 mm - peso 162 kg - Fusa nel 1908 da Cavadini di Verona.
Precedentemente erano tre campane in LA3 del 1872.